# میچل باتیستا (کشتی‌گیر)
میچل باتیستا (اسپانیایی: Michel Batista‎؛ زادهٔ ۲۰ آوریل ۱۹۸۴) کشتی‌گیر و ورزشکار هنرهای رزمی ترکیبی اهل کوبا است. وی از سال ۲۰۰۷ میلادی تاکنون مشغول فعالیت بوده‌است.